# کمبود ریزمغذی
کمبود ریزمغذی یا کمبود غذایی کمبود یک یا چند ریزمغذی است که برای گیاه یا سلامتی حیوان مورد نیاز است. در انسان‌ها و دیگر حیوانات این ریزمغذی‌ها شامل هر دو کمبود ویتامینها و کمبود مواد معدنی است. در حالیکه در گیاهان این عبارت به کمبود مواد مغذی معدنی ضروری اشاره می‌کند.

## انسان
کمبود ریزمغذی بیش از ۲ میلیارد انسان را در کشورهای در حال توسعه و پیشرفته تحت تأثیر قرار می‌دهد. این کمبود موجب تعدادی از بیماری‌ها شده، بیماری‌های دیگر را تشدید کرده و تأثیر مهمی بر سلامت مردم در سراسر جهان دارد. مهم‌ترین کمبود میکرومغذی‌ها عبارتند از: کمبود ید، کمبود آهن، کمبود روی، هیپوکلسمی، کمبود سلنیوم، کمبود فلور، و کمبود ویتامینهای کمبود ویتامین آ، کمبود ویتامین ب۶، کمبود ویتامین ب۱۲، کمبود ویتامین ب۱، کمبود ویتامین ب۲، کمبود ویتامین ب۳ وکمبود ویتامین ث است.
کمبود ویتامینهای ضروری یا مواد معدنی مثل ویتامین آ، آهن و روی ممکن است در اثر کمبود طولانی مدت مواد مغذی در غذا یا عفونت‌هایی مثل انگل روده اتفاق افتاده باشد. آن‌ها همچنین ممکن است توسط بیماری‌هایی (مثل اسهال یا مالاریا) که موجب از دست دادن سریع مواد مغذی از طریق مدفوع یا استفراغ می‌شود ایحاد یا تشدید شده باشند.

## گیاهان
در گیاهان کمبود ریزمغذی یک اختلال گیاهی فیزیولوژیکی است که هنگام کمبود یک میکرومغذی در خاک اتفاق می‌افتد. میکرو مغذی‌ها به وسیلهٔ مقادیر کم مورد نیاز گیاه از درشت مغذی‌ها (نیتروژن، فسفر، گوگرد، پتاسیم، کلسیم و منگنز) تشخیص داده می‌شوند. مشخص شده‌است که تعدادی از این عناصر در مقادیر کم برای رشد و بزرگ شدن گیاه مورد نیاز هستند. کمبود این ریزمغذی‌ها می‌تواند رشد و بزرگ شدن گیاه را به شدت تحت تأثیر قرار دهد. تعدادی از کمبودهای این مواد مغذی معدنی عبارتند از: کمبود روی، کمبود بور، کمبود آهن و کمبود منگنز است.

## لیست مواد مغذی مورد نیاز برای گیاهان[۷]
- بور
- کلر
- مس
- آهن
- منگنز
- مولیبدن
- نیکل
- روی